# Банска Штјавњица
Банска Штјавњица (слч. Banská Štiavnica, изговор: Банска Шћјавњица, мађ. Selmecbánya) град је у Словачкој, који се налази у оквиру Банскобистричког краја.
Банска Штјавњица има сачувано старо градско језгро, које на списку светске баштине УНЕСКОа.

## Географија
Банска Штјавњица је смештена у средишњем делу државе. Главни град државе, Братислава, налази се 170 км западно.
Рељеф: Банска Штјавњица се развила у области Штјавњичких врхи, на 600 m надморске висине. Град је смештен у узаној долини речице Штјавњичке, некадашњој вулканској калдери.
Клима: Клима у Банска Штјавњици је континентална са нешто оштријом цртом због знатне надморске висине.
Воде: Град Банска Штјавњица се развио на реци Топљи, која дели град на северни и јужни део.

## Историја
Људска насеља на овом простору датирају још из праисторије. Насеље под овим именом први пут се спомиње 1156. године, као насеље немачких рудара, Саса. 1238. године насеље је добило градска права. Банска Штјавњица је вековима била у саставу Угарске. Град је у 18. веку био један од највећих у држави, али је већ крајем 19. века доживео опадање повезано са замирањем рударства.
Крајем 1918. године. Банска Штјавњица је постао део новоосноване Чехословачке. У време комунизма град није значајније индустријализован, па је затечени стари град сачуван у највећем делу.

## Становништво
| Година:    | 1994.  | 2004.   | 2014.   | 2024.   |
| ---------- | ------ | ------- | ------- | ------- |
| Број људи: | 10 582 | 10 814  | 10 191  | 9293    |
| Разлика:   |        | +2,19 % | -5,76 % | -8,81 % |

| Година:    | 2023. | 2024.   |
| ---------- | ----- | ------- |
| Број људи: | 9339  | 9293    |
| Разлика:   |       | -0,49 % |

Данас Банска Штјавњица има мање од 11.000 становника и последњих година број становника опада.
Етнички састав: По попису из 2001. године састав је следећи:
- Словаци - 93,9%,
- Роми - 2,0%,
- остали.

Верски састав: По попису из 2001. године састав је следећи:
- римокатолици - 65,0%,
- гркокатолици - 18,9%,
- лутерани - 7,6%,
- остали.

## Знаменитости града
Банска Штјавњица је позната као добро очуван град у целости, које је данас на списку списку светске баштине УНЕСКОа. Њиме доминирају два замка: стари и нови. Ту је и пар тргова са добро очуваним црквама и градским здањима.

## Партнерски градови
- Hünenberg
- Столни Београд

## Галерија
- Споменик на Тргу св. Тројице
- Стари замак
- Римокатоличка Црква св. Катарине
- Стара улица